# Elsinoë eucalypti
Elsinoë eucalypti är en svampart som beskrevs av Hansf. 1954. Elsinoë eucalypti ingår i släktet Elsinoë och familjen Elsinoaceae.   Inga underarter finns listade i Catalogue of Life.